# Eois subtectata
Eois subtectata là một loài bướm đêm trong họ Geometridae.